# رانا اوکوما
رانا اوکوما (انگلیسی: Rana Okuma؛ زادهٔ ۲۳ دسامبر ۱۹۹۸) بازیکن فوتبال اهل ژاپن است.